# روزلویل (ویسکانسین)
روزلویل (به انگلیسی: Rozellville) یک منطقهٔ مسکونی در ایالات متحده آمریکا است که در شهرستان ماراتون، ویسکانسین واقع شده‌است. روزلویل ۳۸۴٫۰۵ متر بالاتر از سطح دریا واقع شده‌است.